# Lepidactylus triarticulatus
Lepidactylus triarticulatus is een vlokreeftensoort uit de familie van de Haustoriidae. De wetenschappelijke naam van de soort is voor het eerst geldig gepubliceerd in 1980 door Robertson & Shelton.